# Klaus-Peter Schmid
Klaus-Peter Schmid (* 1942) ist ein deutscher Journalist und Autor.

## Leben
Klaus-Peter Schmid studierte Volkswirtschaftslehre (Diplom) an den Universitäten Heidelberg, München, Mannheim und an der École nationale d’administration (ENA) Paris. Er wurde 1969 an der Mannheimer Wirtschafts- und Sozialwissenschaftlichen Fakultät mit der Dissertation Öffentliche Fondswirtschaft in Frankreich zum Doktor promoviert. Er arbeitete mehr als 30 Jahre als Redakteur für die Wochenzeitung Die Zeit u. a. in Berlin, Bonn und Brüssel. Von 1974 bis 1985 war er als Korrespondent in Paris.

## Auszeichnungen
- 1978: Theodor-Wolff-Preis
- 1990: Deutsch-Französischer Journalistenpreis
- 1992: Kurt-Grünebaum-Preis
- 1994: Medienpreis des Deutschen Bundestages

## Schriften (Auswahl)
- "Öffentliche Fondswirtschaft in Frankreich". Rodenbusch, Bamberg 1969
- Zusammen mit [F.X.Bouchart]: "Cafés de Paris". Die bibliophilen Taschenbücher Nr. 284. Harenberg, Dortmund 1981. ISBN  3-88379-284-5.
- Gebrauchsanweisung für Frankreich. Piper, München 1987, ISBN 3-492-03067-X.
- Das rätselhafte Testament: Der Fall Jacqueline Heusch und Herbert Ranft. Bouvier, Bonn 2011, ISBN 978-3-416-03339-8.
- Bejubelt, umstritten, vergessen. Carl Busse. Lyriker, Schriftsteller, Literaturkritiker. 1872-1918. Neisse Verlag 2018. ISBN 978-3-86276-266-8.